# Al Herman (acteur)
Pour les articles homonymes, voir Al Herman.
Al Herman est un acteur, réalisateur et scénariste britannique né le 25 février 1887 en Écosse au Royaume-Uni, mort le 2 juillet 1967 à Los Angeles aux États-Unis.

## Filmographie

### Comme acteur
- 1931 : Bad Company : Pearson, Gangster
- 1935 : Harmony Lane (en) de Joseph Santley : Tambo
- 1935 : Broadway Hostess : Bill Grady
- 1936 : La Loi du plus fort (Riffraff) : Fisherman
- 1936 : The Music Goes 'Round : Stage Manager
- 1936 : Important News : Moe
- 1936 : Furie (Fury) : Dawson's friend
- 1936 : The Final Hour (en) de D. Ross Lederman : Foreman of Jury
- 1936 : Here Comes Carter : Loafer in Park
- 1936 : Fugitive in the Sky : Jimmy, Los Angeles airline attendant
- 1936 : Great Guy : Deputy Marks
- 1937 : We Who Are About to Die de Christy Cabanne : Reporter
- 1937 : Smart Blonde : Bartender
- 1937 : Man of the People : Jury Foreman
- 1937 : Ready, Willing and Able : Tenant with Shaving Cream
- 1937 : Femmes marquées (Marked Woman) : Betty's Taxi Driver, $100.00 Bill
- 1937 : That Man's Here Again : Hansom Cab Driver
- 1937 : The Go Getter : Man Saying '$5 He Marries the Girl'
- 1937 : Hollywood Cowboy d'Ewing Scott et George Sherman : Steger
- 1937 : Fly Away Baby : Herman, the Bartender
- 1937 : Marry the Girl : Man Talking to the Boxer
- 1937 : Talent Scout : Jack Scholl
- 1937 : Dance Charlie Dance : Janitor in Basement
- 1937 : The Man Who Cried Wolf : Proprietor
- 1937 : The Footloose Heiress : Harold
- 1937 : Alcatraz Island : Second Convict in Cell
- 1937 : Radio Patrol : Hobo finding suitcase [Ch. 11]
- 1937 : Un homme a disparu (The Perfect Specimen) : Copy Reader
- 1937 : Murder in Greenwich Village d'Albert S. Rogell : Signal Man
- 1937 : The Adventurous Blonde : Herman, the Waiter
- 1937 : Manhattan Merry-Go-Round : Blackie, Tony's Henchman
- 1937 : Paid to Dance : Joe Krause
- 1937 : Headin' East (en) d'Ewing Scott (en) : Maxie
- 1937 : Hollywood Hotel : Casting man
- 1938 : Hollywood en folie (The Goldwyn Follies) : The Tailor
- 1938 : Over the Wall : Convict
- 1938 : Tip-Off Girls de Louis King : Proprietor
- 1938 : Accidents Will Happen : Monty, gang member
- 1938 : Torchy Blane in Panama : Ticket Steward
- 1938 : The Lone Wolf in Paris : Otto, chalet butler
- 1938 : Gold Diggers in Paris de Busby Berkeley et Ray Enright : Club Ballé Waiter
- 1938 : The Main Event : Detective
- 1938 : Four's a Crowd : Hymie, the Photographer
- 1938 : Juvenile Court : Postman
- 1938 : La Vallée des géants (Valley of the Giants) : Father holding boy
- 1938 : Garden of the Moon : Workman Changing Marquee Name
- 1938 : Stablemates : Mr. Merlin
- 1938 : Zorro l'homme-araignée (The Spider's Web), de James W. Horne et Ray Taylor : Henchman Spike Malean [Chs. 6-7]
- 1938 : The Lady Objects : Bartender
- 1938 : Annabel Takes a Tour : Dreamland Manager who calls Police
- 1938 : Adventure in Sahara : Landreau
- 1939 : North of Shanghai : Bartender
- 1939 : Nancy Drew... Reporter : Gym Spectator
- 1939 : Let Us Live! de John Brahm : Garage Attendant
- 1939 : Twelve Crowded Hours : Nick's driver
- 1939 : Blackwell's Island de William McGann : Prison Waiter
- 1939 : The Adventures of Jane Arden de Terry Morse : Taxi driver
- 1939 : The Man Who Dared de Crane Wilbur : Sid, Hotel Clerk
- 1939 : Fausses Notes (Naughty But Nice) : Second Waiter
- 1939 : Behind Prison Gates : Prison Guard
- 1939 : Conspiracy de Lew Landers : Joe the Bartender
- 1939 : The Day the Bookies Wept : Racetrack Tout
- 1939 : Dust Be My Destiny : Wedding Audience Member
- 1939 : Smashing the Money Ring : Convict 15222 in Print Shop
- 1939 : Les Fantastiques Années 20 (The Roaring Twenties) de Raoul Walsh : Gorman Gin Taster
- 1939 : Private Detective : Palace Hotel Manager
- 1939 : Swanee River : Tambo
- 1940 : The Shadow : Radio Shop Henchman [Ch. 10]
- 1940 : Oklahoma Renegades : Hank Blake
- 1940 : Young People : Black Face Comedian
- 1940 : East of the River : Hotdog Vendor
- 1941 : The Wagons Roll at Night de Ray Enright : Barker #2
- 1941 : L'Entraîneuse fatale (Manpower) : Power Company Telephone Operator
- 1941 : Minstrel Days : Endman
- 1942 : Alias Boston Blackie (en) de Lew Landers : Guard
- 1942 : Sabotage Squad de Lew Landers : Bookmaker
- 1942 : Stand by All Networks : Cashier
- 1942 : Boston Blackie Goes Hollywood (en) de Michael Gordon : Cab Driver
- 1943 : Let's Have Fun
- 1943 : Redhead from Manhattan : Bartender
- 1944 : The Desert Hawk (en)
- 1947 : Le Charlatan (Nightmare Alley) : Cab driver
- 1948 : The Wreck of the Hesperus (en) d'Elmer Clifton : Townsman
- 1950 : Cody of the Pony Express : Storekeeper [Chs.12-13]
- 1952 : Dreamboat : Drunk
- 1953 : La Folle Aventure (The I Don't Care Girl) de Lloyd Bacon : Eisenberg (non crédité)

### comme réalisateur
- 1920 : The Kick in High Life
- 1922 : Little Red Riding Hood
- 1923 : Little Miss Hollywood
- 1924 : Speed Boys
- 1926 : Al Herman
- 1928 : Almost a Gentleman
- 1929 : The Captain of His Roll
- 1929 : As You Mike It
- 1929 : Meet the Quince

### comme scénariste
- 1923 : Little Miss Hollywood
- 1926 : Al Herman